# Recensământul populației din 2001 (Marea Britanie)
Recensământul populației din 2001 din Regatul Unit  a fost realizat în Regatul Unit duminică, 29 aprilie 2001. Acesta a fost al 20-lea recensământ din Marea Britanie și a înregistrat o populație rezidentă de 58.789.194.
A fost organizat de Biroul Național de Statistică - Office for National Statistics (ONS) în Anglia și Țara Galilor, Oficiul General al Registrului (GROS) - General Register Office for Scotland pentru Scoția și Agenția de Cercetare și Statistică - The Northern Ireland Statistics and Research Agency (NISRA) pentru Irlanda de Nord. Rezultatele detaliate în funcție de regiune, zonă de consiliu, episcopie și zona de ieșire sunt disponibile de la site-urile lor respective.

## Religie
Procentele de afilieri religioase au fost:
- Creștină: 72,0%
- Musulmană: 3%
- Hindu: 1%
- Sikh: 0,6%
- Evreiască: 0,5%
- Budist: 0,3%
- Orice altă religie: 0,3%

15% s-au declarat de fără religie și 8% nu au răspuns la întrebare.

## Etnie
| Grup etnic                                 | Populație  | % din total* |
| ------------------------------------------ | ---------- | ------------ |
| Alb britanic                               | 50,366,497 | 85.67%       |
| Alb (alții)                                | 3,096,169  | 5.27%        |
| Indian                                     | 1,053,411  | 1.8%         |
| Pakistanez                                 | 747,285    | 1.3%         |
| Alb irlandez                               | 691,232    | 1.2%         |
| Rasă mixtă                                 | 677,117    | 1.2%         |
| Negru din Caraibe                          | 565,876    | 1.0%         |
| Negru african                              | 485,277    | 0.8%         |
| Din Bangladesh                             | 283,063    | 0.5%         |
| Alte rase asiatice(cu excepția chinezilor) | 247,664    | 0.4%         |
| Chinez                                     | 247,403    | 0.4%         |
| Alte grupuri etnice                        | 230,615    | 0.4%         |
| Alte rase de negri                         | 97,585     | 0.2%         |
| Total                                      | 58,789,194 | 100%         |
| * Percentage of total UK population        |            |              |